# Stig Nilsson (idrottsledare)
Stig Nilsson, född 28 juli 1931, död 27 maj 2008, var en svensk fotbollsspelare och idrottsledare. Han är mest känd för sin tid som ordförande i Halmstads BK och nämns ofta som en av de personer som genom tiderna betytt mest för denna förening.
Nilsson inledde sin karriär som fotbollsspelare i Malmö FF. Han debuterade i Allsvenskan som 19-åring och gjorde totalt tre matcher, innan han gav upp elitkarriären, delvis på grund av dålig syn. Han gjorde därefter sju säsonger i Borrby IF. 1959 flyttade han till Halmstad för att jobba på BP:s kontor i staden, han övertalades då att göra comeback i Halmstads BK. Under hösten gjorde han elva matcher och sex mål, när laget åkte ur Allsvenskan.
Han återkom 1968, som lagledare. Detta år vann man division 3 och påbörjade en klättring tillbaka mot Allsvenskan. 1972 valdes Nilsson till ordförande för klubbens fotbollssektion och 1986 till ordförande för hela klubben. Under hans tid vid rodret tog klubben sina fyra första SM-guld, 1976, 1979, 1997 och 2000. I samband med det senaste drabbades han av en stroke och han drog sig 2001 tillbaka från ordförandeposten. Han efterträddes av Bengt Sjöholm.